# マック (映画)
『マック』（原題：Mac and Me）は、1988年製作のアメリカ合衆国のSF映画。
ひょんなことから地球にやってきた火星人の子供と車椅子の少年との心温まる友情を描いた作品で、マクドナルドとコカ・コーラの全面タイアップで製作された。

## あらすじ
とある不毛の惑星で寄り添うように生きていた火星人の家族が、地球から飛来してきた無人探査機に吸い込まれて地球にやってきた。彼らは収容された米軍基地から逃げ出したが、その途中で火星人の子供が親とはぐれてしまう。
さまよっていた火星人の子供は、エリックという車椅子に乗った10歳の少年と偶然出会う。火星人の子供はエリックから“マック”と名付けられ、エリックの兄マイケルや、隣家のコートニーとデビーの姉妹らと交流を育んでいくが、マックを実験材料にしようとする政府機関の追手が迫っていた。それを知ったエリックたちは、マックを守ろうと行動に出る。

## キャスト
| 役名                 | 俳優                         | 日本語吹替                                                                           | 日本語吹替 |
| 役名                 | 俳優                         | ソフト版                                                                             | 機内上映版 |
| -------------------- | ---------------------------- | ------------------------------------------------------------------------------------ | --- |
| エリック・クルーズ   | ジェイド・カレゴリー         | 浪川大輔                                                                             | 田中真弓 |
| ジャネット・クルーズ | クリスティーン・エバーソール | 上田みゆき                                                                           | 鈴木弘子 |
| マイケル・クルーズ   | ジョナサン・ウォード         | 菊池英博                                                                             | 松野達也 |
| デビー               | ローレン・スタンリー         | 坂本真綾                                                                             | 高田由美 |
| コートニー           | ティナ・カスパリー           | 渕崎ゆり子                                                                           | 岡本麻弥 |
| クラインマン         | イヴァン・ジョージ・ラド     | 大木民夫                                                                             | 石井敏郎 |
| ウィケット           | マーティン・ウェスト         | 筈見純                                                                               | 嶋俊介 |
| ミドミル             | ヴィニー・トレンテ           | 大塚芳忠                                                                             | 秋元羊介 |
| リンダ               | ローラ・ウォーターベリー     | 鳳芳野                                                                               | 片岡富枝 |
| 判事                 | J・ジェイ・サンダース        | 藤本譲                                                                               | 亀井三郎 |
| エキストラ           | ジェニファー・アニストン     | N/A                                                                                  | N/A |
| 不明 その他          | N/A                          | 飯塚昭三 鈴木れい子 合野琢真 田原アルノ 嶋俊介 こおろぎさとみ 色川京子 島香裕 稲葉実 | 村松康雄 大山高男 塚田正昭 竹口安芸子 西村知道 笹岡繁蔵 小室正幸 小島敏彦 荒川太郎 安永沙都子 速見圭 こおろぎさとみ 亀井芳子 |

- ソフト版：ヘラルド発売のVHS、是空・ポニーキャニオン発売のBlu-rayに収録。
- 機内上映版：1989年制作。日本航空での上映に使用。

## スタッフ
- 監督：スチュワート・ラフィル
- 脚本：スティーヴ・フェケ、スチュワート・ラフィル
- 製作：R・J・ルイス
- 製作総指揮：マーク・ダモン、ウィリアム・B・カー
- 撮影：ニック・マクリーン
- 編集：トム・ウォールズ
- 音楽：アラン・シルヴェストリ

### 日本語版
| -        | ソフト版               | 機内上映版               |
| -------- | ---------------------- | ------------------------ |
| 演出     | 水本完                 | 伊達康将                 |
| 翻訳     | 入江敦子               | 岩佐幸子                 |
| 調整     | 井上秀司               | N/A                      |
| 効果     | N/A                    | リレーション             |
| スタジオ | 東京テレビセンター     | 東北新社                 |
| 担当     | N/A                    | 山田徹 岡本光正 飯塚康一 |
| 著作     | N/A                    | 東北新社                 |
| 制作     | ザック・プロモーション | 電通                     |

## 受賞
- 第9回ゴールデンラズベリー賞
  - 最低監督賞（スチュワート・ラフィル、『キャデラック・カウボーイ』のブレイク・エドワーズと共に）
  - 最低新人賞（ドナルド・マクドナルド）[7]